# Gen'ichi Taguchi
Gen'ichi Taguchi (田口 玄一 Taguchi Gen'ichi?,  Tokamachi, Japón, 1 de enero de 1924-2 de junio de 2012) fue un ingeniero y estadístico japonés. A partir de la década de 1950, Taguchi desarrolló una metodología para aplicar la estadística para mejorar la calidad de los productos manufacturados. Los métodos de Taguchi han sido controvertidos entre algunos estadísticos occidentales convencionales, pero otros han aceptado muchos de los conceptos introducidos por él como extensiones válidas del conjunto de conocimientos.

## Biografía
Genichi Taguchi nació el 1 de enero de 1924 en Tokamachi, Japón. Inició estudios en ingeniería textil, pero su carrera se vio interrumpida cuando fue reclutado por la Armada Imperial Japonesa en 1942 durante la Segunda Guerra Mundial.

### Trayectoria profesional
En 1948, Taguchi se incorporó al Ministerio de Salud Pública y Bienestar Social, donde bajo la mentoría del estadístico Matosaburo Masuyama, desarrolló las bases de su revolucionario enfoque en diseño de experimentos. Este período fue crucial para su posterior creación de los arreglos ortogonales, técnica que permitía optimizar procesos con menos experimentos.
Su carrera dio un giro en 1950 al unirse al Laboratorio de Comunicaciones Eléctricas (ECL) de Nippon Telegraph and Telephone. Durante doce años, logró tres hitos fundamentales:
1. Implementó el primer sistema de control estadístico de calidad en la fabricación de equipos telefónicos, reduciendo defectos en un 35%.
2. Desarrolló el concepto de robustez aplicado al diseño de componentes electrónicos, haciéndolos resistentes a variaciones ambientales.
3. Como consultor de Toyota, optimizó los procesos de fabricación de alternadores, logrando un 40% menos de fallos prematuras.
Tras obtener su doctorado en 1962 en la Universidad de Kyushu con una tesis pionera sobre estadística aplicada, Taguchi expandió su influencia global. Su colaboración con R. A. Fisher en India (1954-55) permitió refinar su función de pérdida, herramienta clave para cuantificar el costo de la mala calidad.
La década de 1980 marcó la consolidación internacional de su método:
- En Ford Motor Company, su sistema redujo las vibraciones en transmisiones, generando ahorros anuales de $50 millones.[8]
- La NASA aplicó sus principios en el diseño de componentes para el transbordador espacial, mejorando su confiabilidad en un 27%.[9]
- En 1986 publicó su obra cumbre "Introduction to Quality Engineering", traducida a 15 idiomas y adoptada por universidades como el MIT.[6]

Sus contribuciones fueron reconocidas con la Medalla Shewhart (1995) de la ASQ y el Premio Deming (1960), consolidándolo como pionero de la calidad moderna. Hasta su fallecimiento en 2012, continuó innovando con el Sistema Mahalanobis-Taguchi, aplicado desde diagnóstico médico hasta inteligencia artificial.
'Relación con otras metodologías de calidad:
Genichi Taguchi desarrolló sus métodos estadísticos de control de calidad en paralelo a otros pioneros del movimiento de calidad en Japón, como Kaoru Ishikawa. Mientras Ishikawa promovía herramientas visuales como el diagrama de causa y efecto (también conocido como diagrama de Ishikawa o espina de pescado), Taguchi centró su enfoque en la reducción de la variabilidad desde la etapa de diseño del producto, mediante el uso de experimentos estadísticos.
Por ejemplo, ante la detección de defectos en un producto, una empresa puede utilizar el diagrama de Ishikawa para identificar posibles causas agrupadas en los denominados 6M: Máquina, Método, Mano de obra, Materiales, Medio ambiente y Medición. Posteriormente, el método Taguchi puede aplicarse para experimentar con distintas combinaciones de estos factores y determinar cuáles influyen más en la calidad, permitiendo así optimizar el proceso de producción desde su origen.
Esta integración entre análisis visual y optimización estadística representa un enfoque complementario en la mejora continua de la calidad.
Método Taguchi y su aplicación en la calidad:
El Método Taguchi se centra en mejorar la calidad desde la fase de diseño, minimizando la variabilidad sin necesidad de inspección posterior. Una de sus principales contribuciones es la función de pérdida de calidad, que establece que cualquier desviación del valor objetivo genera una pérdida económica para la sociedad. Además, Taguchi promovió el uso de diseños experimentales ortogonales para optimizar productos y procesos con menos recursos, facilitando la identificación de factores clave que afectan la calidad (Ross, 1996).
Entonces el primero de estos pilares es el concepto de funciones de pérdida específicas, un enfoque que permite evaluar las pérdidas de manera más precisa, considerando también el nivel de calidad necesario para asegurar una larga vida útil del producto, lo que a su vez contribuye al fortalecimiento de la reputación de la marca.
El segundo principio del método Taguchi es el control de calidad fuera de línea. Según su perspectiva, el momento óptimo para minimizar o eliminar la variabilidad en la calidad de los productos es durante su fase de diseño y fabricación. Para lograrlo, desarrolló un enfoque en tres etapas: diseño del sistema, diseño de parámetros o medidas, y diseño de tolerancias.
Finalmente, el tercer aporte clave de Taguchi fueron sus innovaciones en el diseño de experimentos. En este aspecto, incorporó el uso de matrices ortogonales, herramienta que ya conocía y que le permitió estructurar un método estadístico eficiente para desarrollar diseños con resultados más consistentes y eficaces.

## Utilidad del enfoque de calidad de Gen'ichi Taguchi

### 1. Reducción de la Variabilidad y Mejora de la Calidad
- Robustez del Diseño: El método Taguchi se centra en diseñar productos y procesos que sean menos sensibles a las variaciones incontrolables (como cambios en el entorno o materiales). Esto significa que los productos serán más consistentes en su rendimiento, reduciendo defectos y aumentando la confiabilidad.
- Optimización de Parámetros: Utilizando el Diseño de Experimentos (DoE) simplificado de Taguchi, las empresas pueden identificar los factores críticos que afectan la calidad y optimizar estos parámetros para mejorar el desempeño del producto de manera efectiva.

### 2. Reducción de Costos
- Función de Pérdida de Taguchi: Esta herramienta ayuda a las empresas a cuantificar la pérdida económica asociada con la desviación de una característica de calidad de su valor ideal. Al enfocarse en minimizar esta pérdida, las organizaciones pueden reducir costos relacionados con retrabajos, desperdicio de materiales y fallos en el servicio postventa.[11]
- Prevención en Lugar de Corrección: Al implementar controles de calidad desde las etapas tempranas del diseño y la producción, las empresas pueden prevenir problemas antes de que ocurran, lo cual es menos costoso que corregir defectos después de la producción.

### 3. Facilidad de Implementación
- Simplicidad del DoE: El enfoque de Taguchi simplifica el proceso de diseño de experimentos, lo que permite a ingenieros y técnicos que no son especialistas en estadística implementar mejoras en la calidad sin necesidad de una capacitación exhaustiva.
- Aplicabilidad en Diversos Sectores: Su metodología ha sido adoptada en una amplia gama de industrias, desde la automotriz hasta la electrónica, debido a su versatilidad y efectividad.[11]

### 4. Enfoque en la Satisfacción del Cliente
- Mejora del Rendimiento del Producto: Al centrar sus esfuerzos en la reducción de la variabilidad y la optimización del rendimiento, las empresas pueden ofrecer productos que cumplen consistentemente con las expectativas del cliente, lo que se traduce en una mayor satisfacción y fidelización.[11]

### 5. Mejora continua
- Mejora Proactiva: El enfoque de Taguchi fomenta una cultura de mejora continua, donde la calidad se considera en cada etapa del proceso de desarrollo y producción, impulsando la innovación y la adaptación constante a nuevas tecnologías y requisitos del mercado.[11]

## Aplicación industrial
Los métodos estadísticos de Genichi Taguchi comenzaron a ser ampliamente utilizados fuera de Japón a partir de la década de 1980, particularmente en Estados Unidos. Uno de los momentos clave fue cuando Ford Motor Company lo invitó a colaborar con sus ingenieros para mejorar la calidad de sus vehículos. La empresa quedó tan impresionada con los resultados que lo galardonó con un reconocimiento especial por su aporte a la mejora continua de procesos industriales.
Además de Ford, otras compañías como Motorola, Xerox, General Electric, Bell Laboratories y Toyota aplicaron los métodos Taguchi en sus procesos de fabricación. En el caso de Motorola, por ejemplo, sus principios influyeron en el desarrollo posterior del enfoque Six Sigma, donde también se busca minimizar la variabilidad y los defectos mediante técnicas estadísticas.
Los métodos de Taguchi son especialmente valorados en industrias donde pequeñas variaciones pueden generar grandes costos, como la automotriz, la electrónica y la aeroespacial. Gracias a su enfoque robusto del diseño experimental, las empresas lograron:
- Reducción significativa en los costos de producción.
- Disminución de desperdicio y retrabajos.
- Mejora en la calidad del producto final.
- Incremento en la satisfacción del cliente.[13]

Este éxito ayudó a consolidar el uso de sus técnicas en ingeniería de calidad y a difundir su influencia a nivel global.

## Impacto Global del Método Taguchi
El impacto global del método de Gen'ichi Taguchi ha sido significativo, transformando la forma en que las empresas abordan la calidad y el diseño de productos. Sus metodologías han permeado varias industrias, remodelando el enfoque de la calidad y la eficiencia. El método Taguchi ha permitido importantes ahorros de costos al utilizar técnicas de diseño robusto y reducir la variabilidad en procesos industriales. Además, su función de pérdida ha revolucionado la forma en que las organizaciones ven el costo de la mala calidad, considerándolo no solo como un gasto interno sino como una pérdida social.
El método Taguchi también ha sido fundamental para la recuperación económica de Japón después de la Segunda Guerra Mundial, al mejorar la calidad y reducir los costos de fabricación. Sus contribuciones han despertado interés en diversas áreas, desde la atención sanitaria hasta las ciencias medioambientales, demostrando su versatilidad y eficacia en mejorar procesos y productos. Además, el uso de arreglos ortogonales en el diseño de experimentos ha simplificado la evaluación de múltiples variables, lo que ha sido beneficioso en campos como el mercado bursátil.
El método de Gen’ichi Taguchi también ha sido criticado, principalmente en el occidente por su enfoque en la calidad fuera de línea (offline quality), que prioriza el diseño del producto y la reducción de la variabilidad antes de la producción, en lugar de centrarse en el control de calidad durante el proceso. Algunos especialistas consideran que este enfoque no toma en cuenta completamente la variabilidad introducida en etapas posteriores del proceso. No obstante, sus aportes han sido fundamentales para establecer una cultura de mejora continua y prevención en lugar de corrección, lo que ha marcado un precedente en la gestión moderna de la calidad

## Publicaciones
Gen'ichi Taguchi fue un prolífico autor y sus trabajos han tenido una gran influencia en el campo de la calidad y la ingeniería:
1. "Introduction to Quality Engineering" (1986)[20]
  - En este libro, Taguchi presenta sus conceptos fundamentales sobre ingeniería de calidad, incluyendo su famosa "Función de Pérdida" y las técnicas de diseño robusto.
2. "Taguchi on Robust Technology Development: Bringing Quality Engineering Upstream" (1993)[21]
  - Un enfoque sobre cómo aplicar el pensamiento de Taguchi en las primeras etapas del desarrollo de productos para asegurar que sean robustos frente a variaciones externas.
3. "System of Experimental Design: Engineering Methods to Optimize Quality and Minimize Costs" (1987)
  - Esta obra es un manual técnico en dos volúmenes que proporciona una guía detallada sobre cómo diseñar experimentos para mejorar la calidad y reducir costos, utilizando los métodos de Taguchi.[22]
4. "The Mahalanobis-Taguchi System" (2001)[13]
  - Coescrito con Rajesh Jugulum, este libro presenta un sistema que combina el método de Taguchi con la distancia de Mahalanobis, para aplicaciones en el diagnóstico de calidad y análisis de datos.
5. "Quality Engineering in Production Systems" (1989)
  - Este libro presenta la aplicación de las ideas de Taguchi en sistemas de producción, con un enfoque en la optimización de procesos y productos.
6. "Taguchi's Quality Engineering Handbook" (2005)[23]
  - Coescrito con Yuin Wu, este extenso manual es un compendio de las técnicas y enfoques de Taguchi para la ingeniería de calidad.